# 강대국의 최소
강대국의 최소(기준)(영어: least of the Great Powers)은 이탈리아의 국제적 지위를 개념화한 말이다. 이탈리아는 분명히 강대국으로, EU 3대국, 나토 5대국, G7 등 다양한 국제연락집단에 이름을 올리고 있다.  이탈리아는 국제연합의 주요국 중 하나였으며, 합의를 위한 연합의 지도국이다. 또한 해운, 항공, 산업개발에 있어서 많은 투자를 하고 있다. 이탈리아는 강대국의 기준이다.

## 같이 보기
- 힘 (국제 관계)